# اکراس سبز
اکراس سبز (نام علمی: Mesembrinibis cayennensis) نام یک گونه از تیره مرغ‌مقدسیان است.